# Уфинг ам Штафелзе
Уфинг ам Штафелзе (њем. Uffing am Staffelsee) општина је у њемачкој савезној држави Баварска. Једно је од 22 општинска средишта округа Гармиш-Партенкирхен. Према процјени из 2010. у општини је живјело 2.954 становника. Посједује регионалну шифру (AGS) 9180134.

## Географски и демографски подаци
Уфинг ам Штафелзе се налази у савезној држави Баварска у округу Гармиш-Партенкирхен. Општина се налази на надморској висини од 659 метара. Површина општине износи 42,8 km². У самом мјесту је, према процјени из 2010. године, живјело 2.954 становника. Просјечна густина становништва износи 69 становника/km².